# Hrvatske stranice o kvaliteti
U Republici Hrvatskoj djeluje nekoliko internetskih stranica na kojima se mogu pronaći podatci vezani za upravljanje kvalitetom, normizaciju, akreditaciju, certificiranje, provođenju audita i ostalim informacijama povezanim s područjem kvalitete.
- Kvaliteta.net

- ova internetska stranica objavljuje članke vezane za sustave upravljanja.
- Kvalis

- ova internetska stranica objavljuje članke vazane za kvalitetu i informacijsku sigurnost.
- Svijet kvalitete

- ova internetska stranica je najpotpunija jer objavljuje najveći broj članaka i za sva područja vezana za kvalitetu.

## Vanjske poveznice
- Kvaliteta.net  Arhivirana inačica izvorne stranice od 4. prosinca 2014. (Wayback Machine)
- Kvalis  Arhivirana inačica izvorne stranice od 18. svibnja 2014. (Wayback Machine)
- Svijet-kvalitete